# 埃爾阿爾加羅巴爾區
17°37′22″S 71°16′06″W / 17.6229°S 71.2684°W
埃爾阿爾加羅巴爾區（西班牙語：Distrito de El Algarrobal），是秘魯的一個區，位於該國南部莫克瓜大區的伊洛省，始建於1970年5月26日，面積747平方公里，海拔高度110米，2005年人口305，人口密度每平方公里0.4人。